# Campionat del Món de Trial indoor 2008
|  | Per al campionat del món a l'aire lliure d'aquell any, vegeu Campionat del Món de Trial 2008 |

La temporada de 2008 del Campionat del Món de Trial indoor fou la 16a edició d'aquest campionat, organitzat per la FIM. El calendari oficial constava de 6 proves puntuables, celebrades entre el 19 de gener i el 15 de març. Una de les proves destacades va ser el Trial Indoor de Barcelona, disputat el 3 de febrer.
Toni Bou va guanyar el segon dels seus 19 campionats mundials indoor (a data de 2025). Aquell any, un cop més, totes les proves puntuables les van guanyar catalans i, a més, els tres primers classificats del campionat i cinc dels deus primers eren també catalans. El segon i tercer classificats, Adam Raga i Albert Cabestany, van empatar a punts i el resultat final es va decidir pel nombre de victòries, favorable a Raga per 1-0.
Aquell any, Dougie Lampkin va deixar Montesa per tornar a la seva antiga marca, Beta. L'anglès acabà la temporada en la sisena posició.

## Sistema de puntuació
| Posició | 1  | 2 | 3 | 4 | 5 | 6 | 7 | 8 |
| Punts   | 10 | 8 | 6 | 5 | 4 | 3 | 2 | 1 |

## Calendari
| Ronda | Data        | Prova    | Lloc      | Guanyador   |
| ----- | ----------- | -------- | --------- | ----------- |
| 1     | 19 de gener | França   | Marsella  | Toni Bou    |
| 2     | 3 de febrer | Espanya  | Barcelona | Adam Raga   |
| 3     | 9 de febrer | Espanya  | Granada   | Toni Bou    |
| 4     | 1 de març   | Portugal | Lisboa    | Cancel·lada |
| 5     | 8 de març   | Itàlia   | Milà      | Toni Bou    |
| 6     | 15 de març  | Espanya  | Madrid    | Toni Bou    |

## Classificació final
| Posició | Pilot             | Motocicleta | Punts |
| ------- | ----------------- | ----------- | ----- |
| 1       | Toni Bou          | Montesa HRC | 48    |
| 2       | Adam Raga         | Gas Gas     | 35    |
| 3       | Albert Cabestany  | Sherco      | 35    |
| 4       | Takahisa Fujinami | Montesa HRC | 27    |
| 5       | Jeroni Fajardo    | Beta        | 20    |
| 6       | Dougie Lampkin    | Beta        | 14    |
| 7       | James Dabill      | Montesa     | 9     |
| 8       | Dani Oliveras     | Sherco      | 2     |
| 9       | Jérôme Bethune    | Beta        | 1     |